# ピースマーク

ピースマーク

ピースマーク（英語: Peace symbol）は平和運動や反戦運動のシンボルとしても世界中で使われているマークである。円の中に鳥の足跡を逆さまにしたような形をしている。国際的には「ピースシンボル」や「ピースサイン」として知られる。このマークは、Unicodeのその他の記号ブロックにU+262E ☮ peace symbolとして収録されている。
1958年にイギリスの反核運動「核軍縮キャンペーン」(CND)で使用された、核による消滅の脅威を表すシンボルが起源となっている。1960年代のアメリカの反戦運動で広く採用され、一般的に世界平和を表すものとして再解釈された。しかし、1980年代になっても、原子力発電に反対する活動家の間では、本来の反核の意味で使われていた。

## 歴史

### 起源

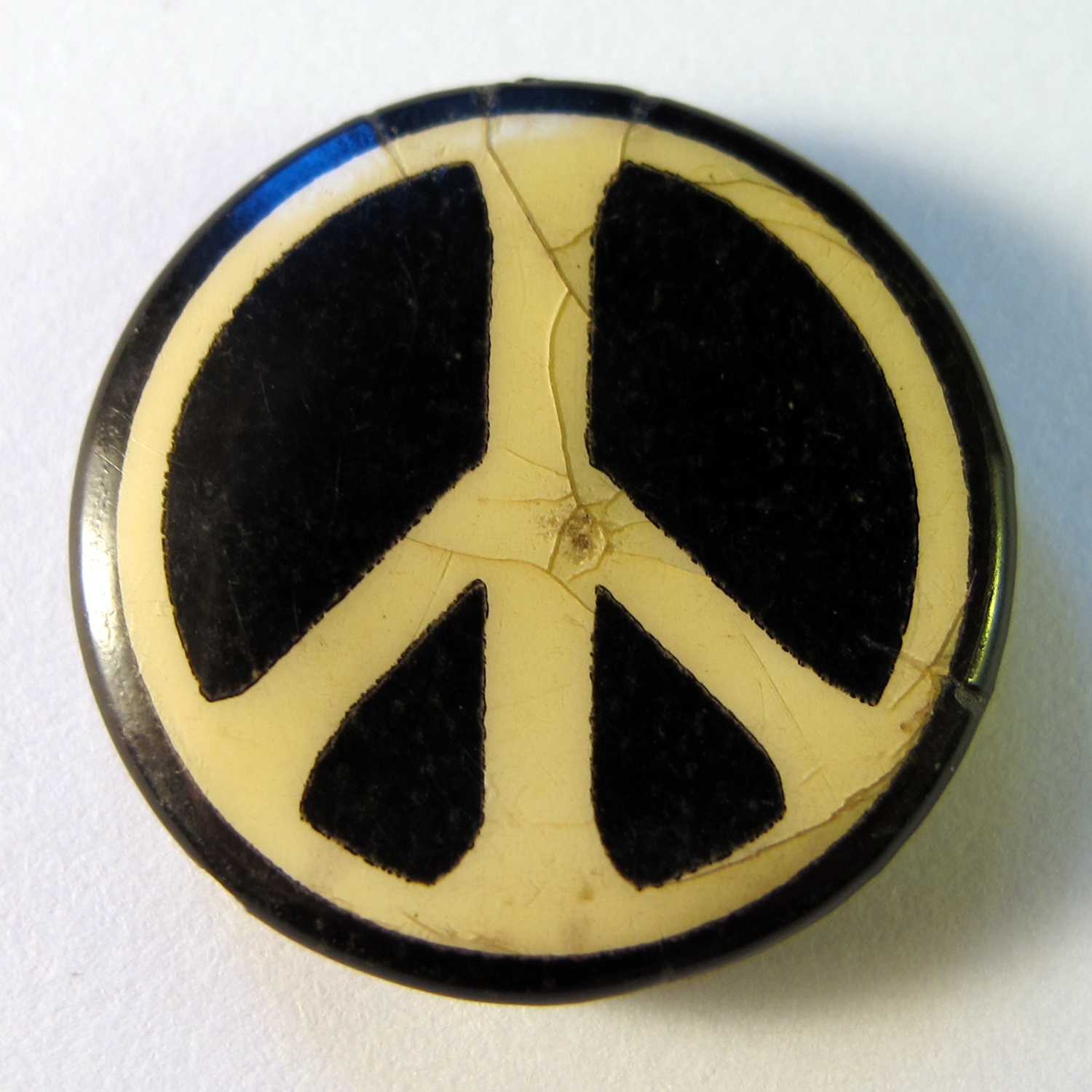
核軍縮キャンペーン(CND)のバッジ（1960年代）

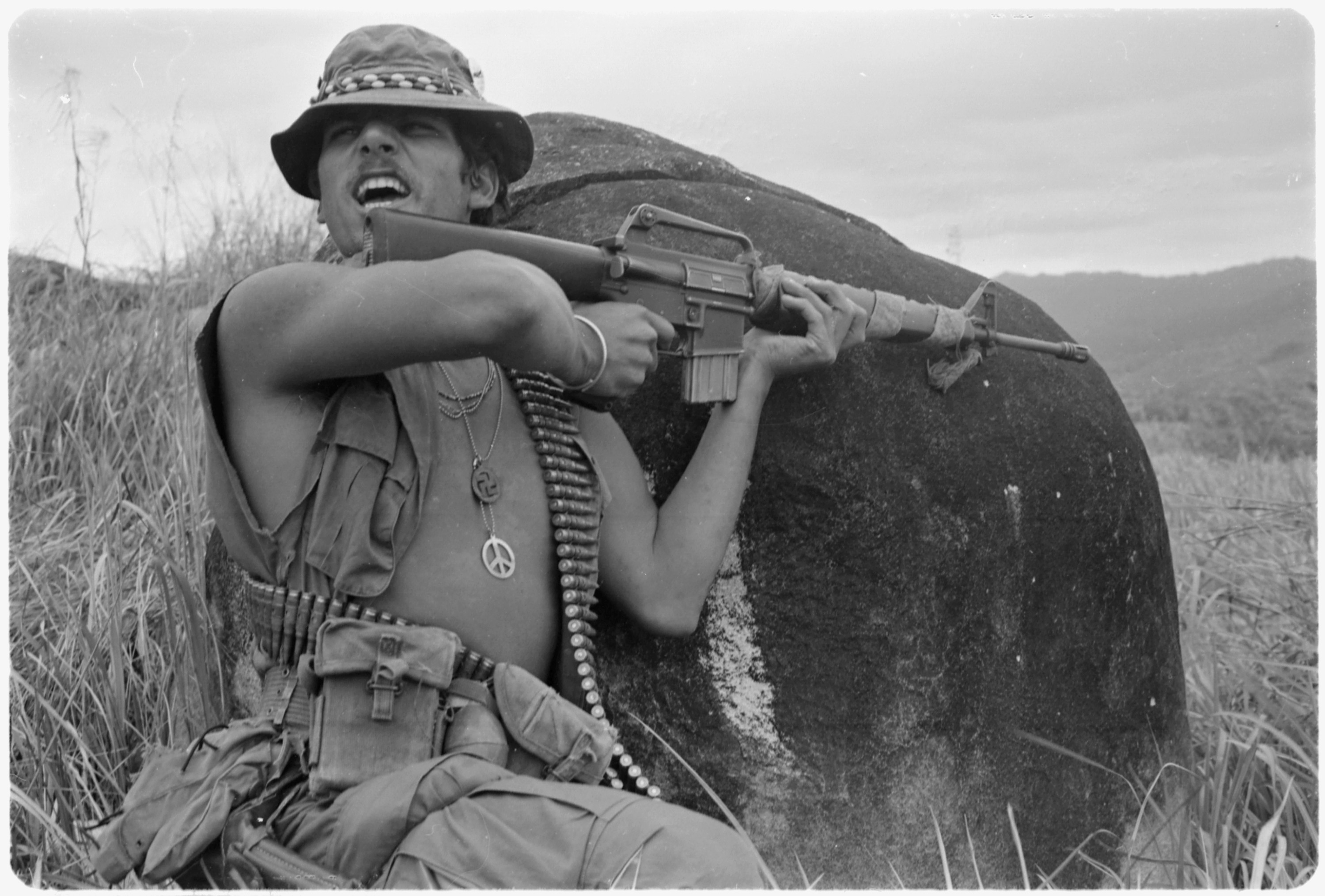
ベトナム戦争に従軍中のアメリカ軍兵士（1971年撮影）。ピースマークや卍など、様々なアクセサリーをお守りとして身につけている。

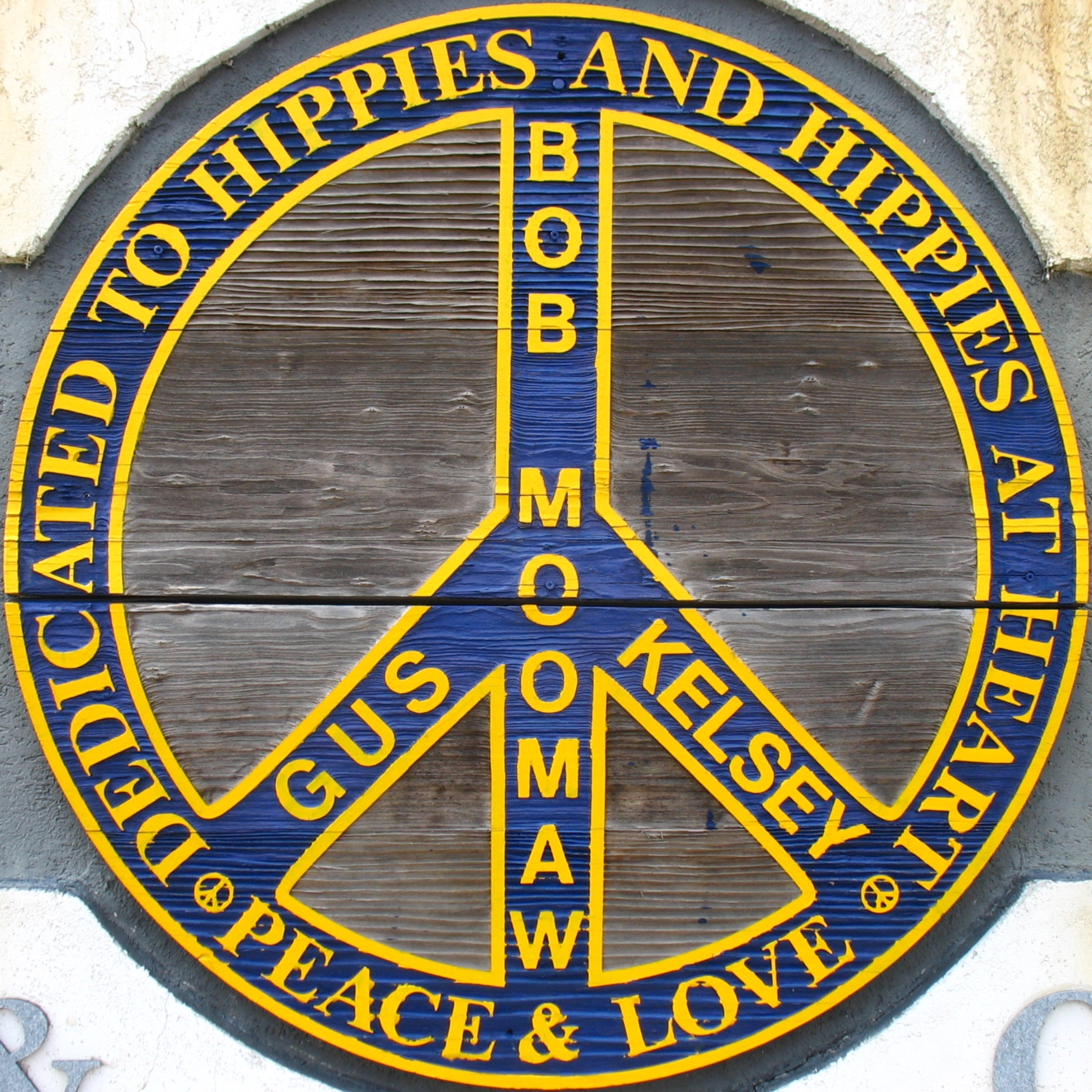
アメリカ・イリノイ州アルコラにある「ヒッピー・メモリアル」（1992年）の一部を構成するピースマーク。

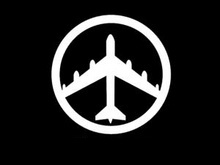
ボマー・ピースシンボル。「核による平和(核抑止)」を意味する皮肉。核兵器を搭載する爆撃機がピースマークに準えて描かれている。

このマークは、芸術家・デザイナーのジェラルド・ホルトム（1914年-1985年）がデザインしたものである。ホルトムは、1958年2月21日に直接行動委員会(DAC)に対してこのマークを提出し、同年4月4日に行われるロンドンのトラファルガー広場からバークシャー州オルダーマストンの核兵器研究機関までのデモ行進のシンボルとして即採用された。ホルトムのデザインは、エリック・オースティン（1922-1999）がセラミック製のラペルバッジに採用した。オリジナルのデザインは、イギリス・ブラッドフォードの平和博物館にある。
このマークは、手旗信号の"N"と"D"を重ね合わせたもので、「核軍縮」(Nuclear Disarmament)を意味する。これは、1958年4月5日付の『マンチェスター・ガーディアン』紙に掲載されている。このほか、ホルトムは、ゴヤの1814年の作品『マドリード、1808年5月3日』（別名『プリンシペ・ピオの丘での虐殺』）を参照していると語っている。
私は絶望していた。深い絶望。私は自分自身を描いた。絶望した個人の代表として、ゴヤの『プリンシペ・ピオの丘での虐殺』のように、手のひらを外側と下側に向けて広げている。私はその絵を線にして、丸で囲んだ。
ホルトムはゴヤの『マドリード、1808年5月3日』を参考にしたと言っているが、この絵に描かれた農民は、腕を下にではなく上に伸ばしている。
ホルトムの代弁者だったケン・コルスバンによると、ホルトムは平和の象徴を絶望の象徴として描いたことを後悔するようになり、平和は祝福すべきものだと感じて、このマークを反転させたいと考えたという。エリック・オースティンは、「『絶望のジェスチャー』のモチーフが、長い間『人間の死』を連想させ、円が『生まれてこない子供』を連想させることを発見した」と言う。
このマークはDACを支援した核軍縮キャンペーン(CND)がロゴとして使用し、CNDが配布したこのマークのバッジを身につけることは、イギリスの核軍縮を求めるキャンペーンへの支持の証となった。CNDの初期の歴史についての説明では、このイメージを「（オルダーマストンの）行進、そして後にはキャンペーン全体を結びつける視覚的な接着剤...おそらく世俗的な目的のためにデザインされた、最も強力で記憶に残り、適応性のあるイメージ」と表現している。
なお、平和を象徴するハトの足跡のデザインとされることがあるが、これは事実ではない。

### 国際的な受容

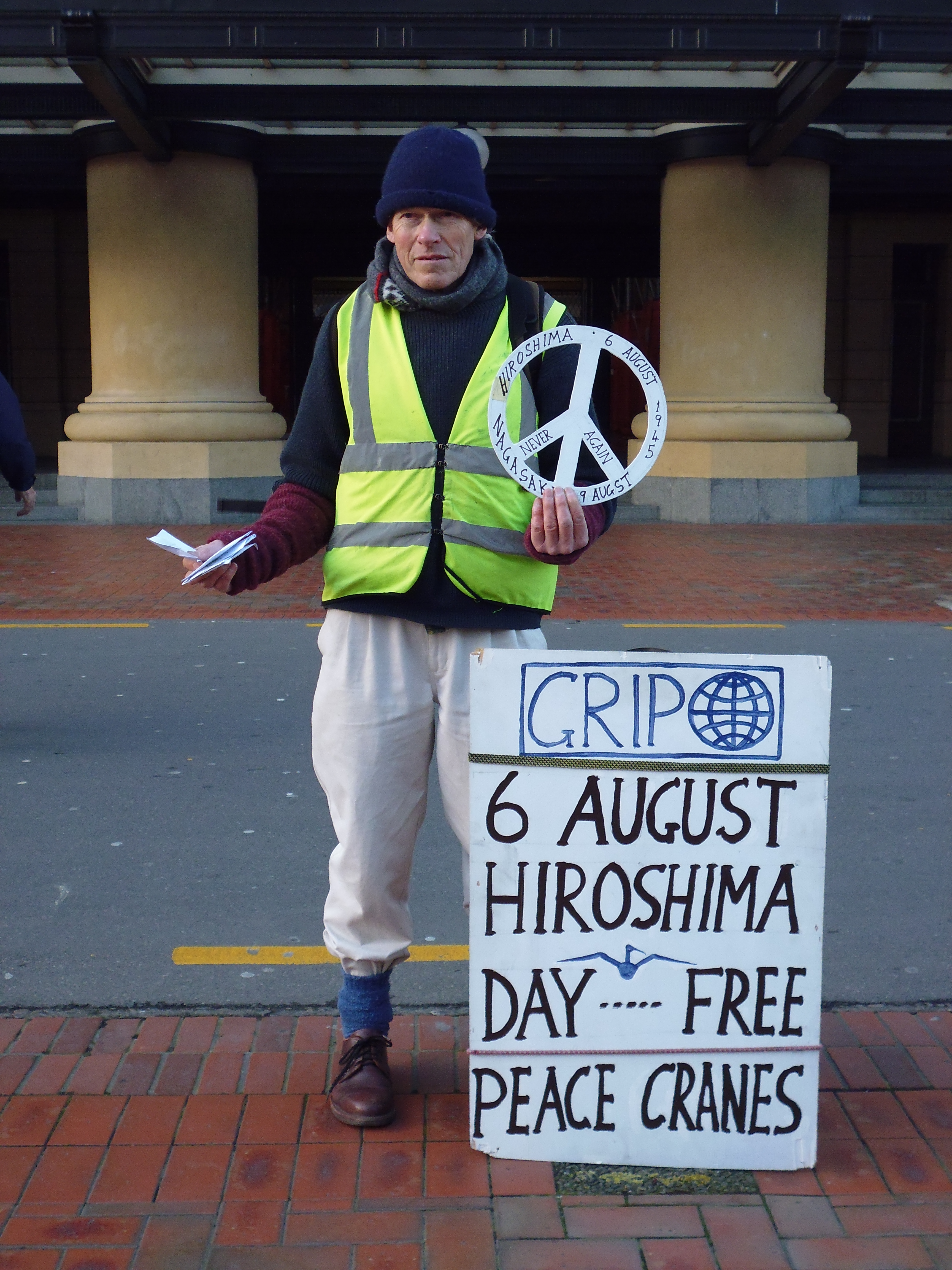
広島市への原子爆弾投下の日に折鶴を配り、ピースマークを手にするウェリントンの核軍縮活動家（2014年8月6日）。

このマークは、著作権や商標などの制限を受けていないため、CNDを超えて広がり、より広範な軍縮運動や反戦運動にも採用された。1958年、平和活動家のアルバート・ビグローがピースマークの旗をつけた小舟を核実験の近くまで航行させたことで、このマークはアメリカで広く知られるようになった。
1960年から1964年にかけて、アメリカ各地の大学のキャンパスで何千個ものピースマークのバッジが頒布された。1968年までに、このマークは一般的な平和の象徴として採用されており、特にヒッピー運動やベトナム戦争への反戦運動と関連していた。
1970年、2つのアメリカの民間企業が、ピースマークを商標として登録しようとした。特許庁長官のウィリアム・E・スカイラー・ジュニアは、このマークは「特許庁による登録の対象となる商標として適切に機能しない」と述べて申請を却下した。
1973年、南アフリカ政府はアパルトヘイトに反対する人々がこのマークを使用することを禁止しようとした。

## 符号位置
| 記号 | Unicode | JIS X 0213 | 文字参照         | 名称         |
| ---- | ------- | ---------- | ---------------- | ------------ |
| ☮    | U+262E  | -          | &#x262E; &#9774; | Peace Symbol |